# Leonard Trelawny Hobhouse
Leonard Trelawny Hobhouse (født 8. september 1864, død 21. juni 1929) var en britisk politisk teoretiker og sociolog, og en af de første og mest kendte talsmændene for socialliberalismen. Hans arbejde, som kulminerede med hans kendte bog Liberalism (1911), indtager en central stilling blandt socialliberalismens grundtekster. Han arbejdede både som akademiker og som journalist, og havde en central rolle i etableringen af sociologi som fag. I 1907 blev han udnævnt til professor i sociologi ved University of London, og var sammen med Edward Westermarck Storbritanniens første professor i faget. Han grundlagde også The Sociological Review, et af de mest anerkendte fagtidsskriftene inden europæisk sociologi. Han var broder af Emily Hobhouse, som blev internationalt kendt for sin aktivisme mod koncentrationslejrene i Syd-Afrika under boerkrigen.

## Værker
- The Labour Movement (1893, nytryk 1912)
- Theory of Knowledge: a contribution to some problems of logic and metaphysics (1896)
- Mind in Evolution (1901)
- Democracy and Reaction (1905)
- Morals in Evolution: a study in comparative ethics (1906, to bd.)
- Liberalism (1911)
- Social Evolution and Political Theory (1911)
- Development and Purpose (1913)
- The Material Culture and Social Institutions of the Simpler Peoples (1915)
- The Metaphysical Theory of the State: a criticism (1918)
- The Rational Good: a study in the logic of practice (1921)
- The Elements of Social Justice (1922)
- Social Development: its nature and conditions (1924)
- Sociology and Philosophy: a centenary collection of essays and articles (1966)